# 聖変化
聖変化(せいへんか、ラテン語: transubstantiatio、ギリシア語: μετουσίωσις, μετουσίωση、英: transubstantiation、露: Пресуществление)は、カトリック教会のミサや正教会の聖体礼儀において、パンとぶどう酒がイエス・キリストの体（聖体・聖体血）に変化すること。

## カトリック教会
カトリック教会のミサにおいて、司教・司祭がパンとぶどう酒を聖別するとき、パンの全実体はキリストのからだの実体に、ぶどう酒の全実体はその血の実体に変化する(実体変化)とされている。これは福音書に記されている、
というイエス・キリストの言葉を根拠としているもので、カトリック教会ではつねに、これを「パンとぶどう酒の形をしてキリストがそこにおられる」(パンとぶどう酒の形態におけるキリストの現存)という意味に理解し、信じてきた。この時、キリストの実体とは、体と血と霊魂を含む人性と三位一体の神性との実体のすべてを指す。この定義は第4ラテラン公会議(1215年)およびトリエント公会議(1545-1563年)で公式に認められた。

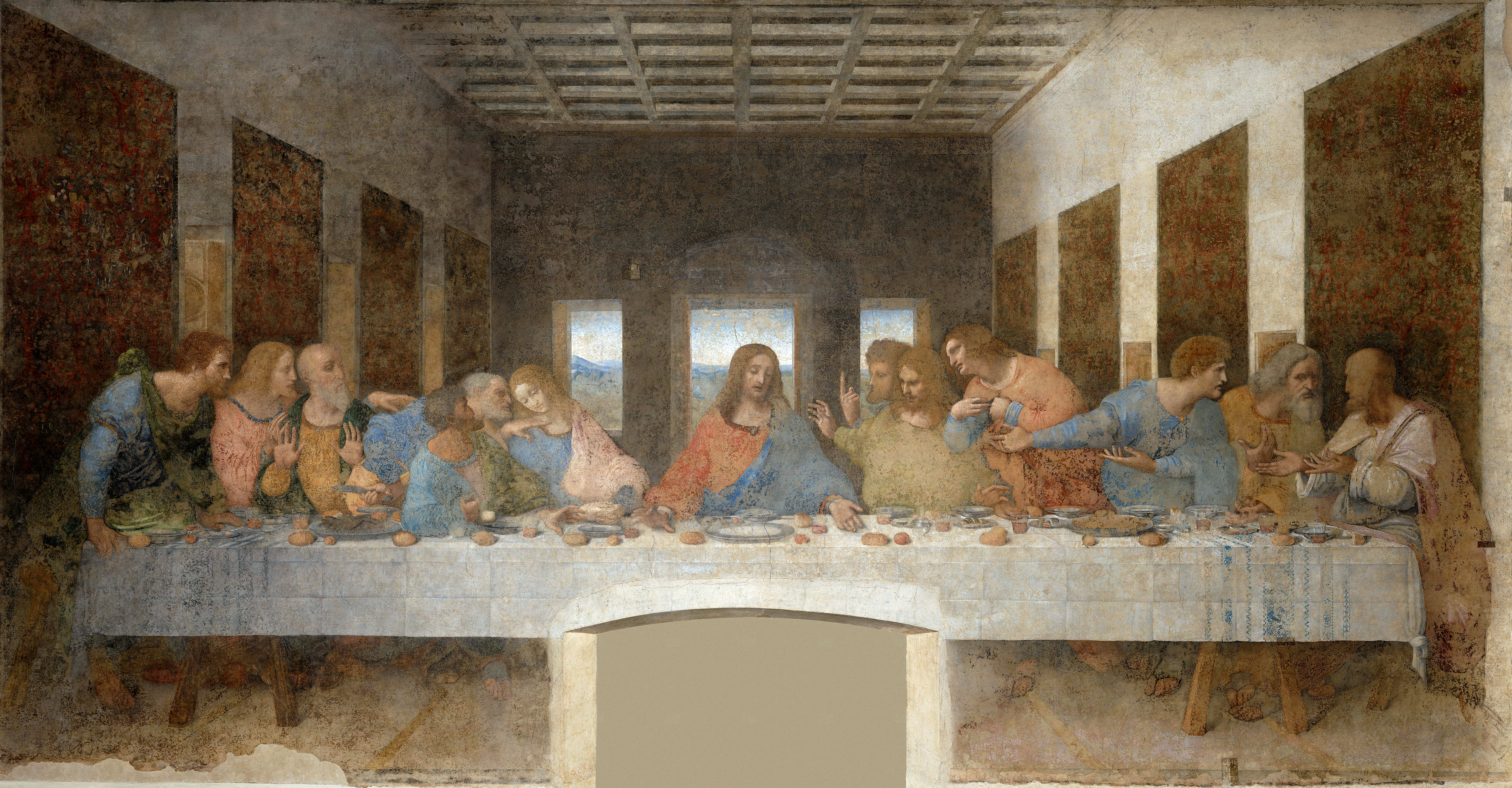
最後の晩餐　(レオナルド・ダ・ヴィンチ作)

聖変化について、カトリック教会ではアリストテレス哲学による定義を用い、事物は実体と偶性(大きさ、色、かたち)からなり、実体それ自体は概念的なものであって偶性を伴ってはじめて存在するとする。従って、聖変化後のパンとぶどう酒は、偶性、即ちそれらの外観や科学的な組成は変わらずとも、実体は変化したと考える。そして実体は概念であるが故に不可視・不可触なものであると説明する(実体変化説）。プロテスタント側ではこれを「化体説」と呼ぶことがある。
これに対して他教派や非キリスト教徒から批判されることがあり、特に宗教改革以降、プロテスタント諸派では、パンとぶどう酒が本当にキリストの体に変わる訳ではなく、単なるシンボルに過ぎないと考えたが、カトリック教会はトリエント公会議での議論によって改めてこれを否定し、現代に至っている。
この、概念としての実体変化の有無に対する見解の相違、或いは批判は、カトリック神学と他教派の神学における聖餐論の違いであるといえよう。

### トリエント公会議宣言
トリエント公会議は次のように宣言している。

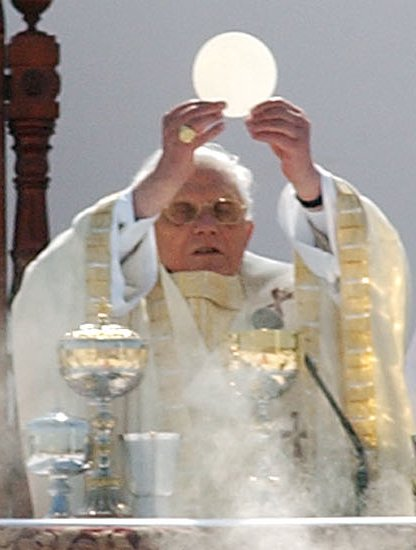
ベネディクト16世司式によるミサ

- 「聖なる公会議は次のことを教え、簡単明瞭に表明する。尊敬すべき聖なる聖体の秘跡において、パンとぶどう酒の聖別の後、真に、現実に、実体的に(羅: vere, realiter, substantialiter)、私たちの主イエス・キリストがそこに現存している。事実、私たちの救い主が自然な存在の仕方で、天において常に聖父の右に座しておられることと、しかしながら、われわれが言葉で表わすことはほとんど不可能ではあるが、天主には可能であることを信仰に照らされた認識によって把握することができ、また固く信じなければならない存在の仕方によって秘跡的に他の多くの場所にご自分の実体によって現存して私たちに臨在しておられることとは互いに矛盾しない。聖体の秘跡の中に、私たちの主イエス・キリストのからだと血がその霊魂と神性とともに、すなわちキリスト全部が含まれていることを否定し、この秘跡の中には、しるしまたは象徴として、または効力だけで含まれていると言う者は排斥される（第1章）[8]。」

- 「私たちの救い主キリストは、パンの形色の中にささげたのが自分の真の身体であると仰せられたので(マタイ26:26以下、マルコ14:22以下、ルカ22:19以下、第1コリント11:24以下参照)、天主の教会は変ることなく常に信じてきたことを、この聖なる公会議も繰返して宣言する。すなわち、パンとぶどう酒の聖別によって、パンの実体は主キリストのからだの実体となり、ぶどう酒の実体はその血の実体に変化する。聖なるカトリック教会は、この変化を実体変化と言い表わしている（第4章）[8]。」[7]